# Jerezi repülőtér
A Jerezi repülőtér (spanyolul Aeropuerto Internacional de Jerez La Parra (IATA: XRY, ICAO: LEJR) egy nemzetközi repülőtér Jerez de la Frontera közelében. A légikikötő 1937-ben nyílt meg. Éves utasforgalma 915 269 fő (2022). Üzemeltetője az Aena.

## Légitársaságok és úticélok
2025-ben a Jerezi repülőtérről az alábbi járatok indulnak (Utoljára frissítve: 2025-08-16):
| Légitársaság        | Célállomások                                                                                  |
| ------------------- | --------------------------------------------------------------------------------------------- |
| Binter Canarias     | Gran Canaria, Tenerife–North                                                                  |
| Condor              | Szezonális: Düsseldorf,[forrás?] Frankfurt, Hamburg, Leipzig/Halle                            |
| Discover Airlines   | Szezonális: Frankfurt, München                                                                |
| Edelweiss Air       | Szezonális: Zürich                                                                            |
| Eurowings           | Düsseldorf Szezonális: Berlin, Hamburg                                                        |
| Helvetic Airways    | Szezonális: Bern[forrás?]                                                                     |
| Iberia              | Madrid Szezonális: Santander[forrás?]                                                         |
| Jet2.com            | Szezonális: Birmingham, Leeds/Bradford, London–Stansted (kezdődik 2026. május 1.), Manchester |
| Luxair              | Szezonális: Luxembourg                                                                        |
| TUI Airways         | Szezonális: London–Gatwick[forrás?]                                                           |
| TUI fly Belgium     | Brüsszel                                                                                      |
| TUI fly Deutschland | Szezonális: Düsseldorf, Frankfurt, Hannover, München, Stuttgart                               |
| Volotea             | Asturias                                                                                      |
| Vueling             | Barcelona, Palma de Mallorca Szezonális: Bilbao                                               |

## Forgalom
Az utasforgalom az elmúlt években az alábbi módon változott:
| Utasok száma | 692 000 | 771 000 | 1 297 134 | 1 607 968 | 1 043 163 | 913 394 | 823 160 | 1 046 549 | 216 319 | 915 269 |
|              | 2000    | 2002    | 2005      | 2007      | 2010      | 2012    | 2015    | 2017      | 2020    | 2022    |

## Kifutópályák
A repülőtér futópályái:
- 02/20 (2300 m, 45 m, aszfalt)